# Monte Bartle Frere
Il Monte Bartle Frere (pronuncia [ˈmæɔnt̥ ˈbɐːɾəɫ ˈfɹɪə]) è la più alta montagna del Queensland, in Australia, con un'altezza di 1622 metri. Il nome deriva da Sir Henry Bartle Frere, un amministratore coloniale britannico allora presidente della Royal Geographical Society di George Elphinstone Dalrymple, nel 1873. Bartle Frere era il governatore britannico della Cape Colony fin dagli inizi delle Guerre contro gli Zulu. Il nome aborigeno della montagna è Chooreechillum.

## Descrizione
Si trova a 51 km a sud di Cairns, nel Parco Nazionale Wooroonooran, a sud-ovest della città di Babinda e vicino alle Atheron Tablelands. Il Monte Bartle Frere fa parte del Bellenden Ker Range ed è fa da spartiacque per il fiume Russell.
Poco prima della vetta il monte è interamente ricoperto da foreste pluviali che spaziano dalle tipiche foreste a fondo valle a quelle parzialmente annuvolate della sommità, dove le temperature sono circa 10 °C più basse che sulla costa. Sebbene sia una scalata pericolosa, raggiungere la vetta offre una vista dell'area circostante.

## Storia
Il primo europeo a scalare la vetta fu Christie Palmerston, nel 1886. Egli bruciò un albero in cima al monte in data 26 ottobre 1886, come riportato nel suo diario pubblicato sul Queensland Figaro il 23 aprile 1887. Sempre Palmerston identificò la vetta del vicino monte Bellenden Ker come la seconda più alta del Queensland, con i suoi 1593 metri.
Il 21 aprile 1942, un aereo militare statunitense si schiantò sulla montagna causando la morte di sette membri dell'equipaggio. Alcune macerie rimasero "nascoste" fin quando una spedizione del 1983 non andò a recuperarle.

## Ambiente

### Clima
Sebbene non si abbiano stime delle piogge sulla montagna, dati relativi al vicino Monte Bellenden Ker suggeriscono una precipitazione media annua di circa 8'000 mm e un potenziale massimo di 17'000 mm, valori che in entrambi i casi renderebbero questo monte come uno dei più umidi al mondo e soprattutto in Australia. Nonostante si tratti di zone relativamente asciutte, il monte riceve mediamente circa 800 mm di pioggia nella stagione considerata come "secca" (da maggio ad agosto, l'inverno australiano), con marzo come mese più umido. I calcoli basati sulle vicine località di Cairns e Port Douglas ci dicono che le precipitazioni giornaliere possono arrivare ad un massimo di 2'000 mm nei periodi dei cicloni, come accaduto nel 1911. Se questo dato si dimostrasse accurato, segnerebbe tale giorno come quello più piovoso della storia.

### Flora
L'altitudine media e le precipitazioni sulla montagna creano le giuste condizioni adatte allo sviluppo di una certa biodiversità, con piante che crescono su terreni granitici poco fertili. I pendii più bassi sostengono la foresta tropicale con una grande diversità di alberi a larga foglia, piante rampicanti, epifiti, felci e palme. All'aumentare dell'altezza, la foresta diventa più un insieme di boschi e sopra i 1000 metri si trovano specie particolari come il Kauri Pine, Agathis atropurpurea, Elaeocarpus ferruginiflora e Balanops australiana.

### Fauna
Un particolare tipo di lucertola è stata trovata solo sulle cime del Monte Bartle Frere, a quota 1400 metri. La montagna si trova in una nota area di ritrovo per stormi di uccelli, come afferma BirdLife International.

## Salita alla vetta
La cima del Mount Bartle Frere, quando non è immersa nelle nubi, offre un vasto panorama sia sulla pianura costiera sia, verso l'interno, sulle  Atherton Tablelands. La salita ha dei tratti piuttosto ripidi che richiedono di aiutarsi con le mani. Il tempo nella zona può cambiare molto rapidamente. La salita può quindi rivelarsi insidiosa; alcuni turisti si sono persi e ci sono voluti vari giorni per ritrovarli.